# Port lotniczy Gordil
Port lotniczy Gordil – krajowy port lotniczy zlokalizowany w Gordil, w Republice Środkowoafrykańskiej.